# Filipinas en los Juegos Olímpicos de Tokio 1964
Filipinas estuvo representada en los Juegos Olímpicos de Tokio 1964 por un total de 47 deportistas, 40 hombres y 7 mujeres, que compitieron en 10 deportes.
El portador de la bandera en la ceremonia de apertura fue el boxeador Manfredo Alipala.

## Medallistas
El equipo olímpico filipino obtuvo las siguientes medallas:
| Nombre             | Deporte | Competición |
| ------------------ | ------- | ----------- |
| Oro                |         |             |
| —                  |         |             |
| Plata              |         |             |
| Anthony Villanueva | Boxeo   | 57 kg M     |
| Bronce             |         |             |
| —                  |         |             |